# قهرمانة كاكر
قهرمانة كاكر هي امرأة أفغانية  ناشطة في عملية بناء السلام. في عام 2012 فازت بجائزة برنامج الأمم المتحدة الإنمائي للعدالة والمجتمع والتمكين.

## سِيرتها
أصبحت كاكر لاجئة أفغانية إلى باكستان بعد أحداث عام 2001. وقد قادها ذلك إلى أن تصبح ناشطة في عملية بناء السلام وبالأخص للعمل على إشراك النساء في هذه العملية. من عام 2010 إلى 2012، عملت كاكر مستشارة للشؤون الجنسانية لبرنامج أفغانستان للسلام وإعادة الإدماج (APRP). يشمل تعليمها درجة الماجستير في الفلسفة من جامعة كامبريدج. وهي مؤسسة منظمة غير الحكومية «النساء من أجل السلام والمشاركة» ومقرها في لندن وكابول.في عام 2012، مُنحت عظيمي جائزة برنامج ألامم المتحدة الانمائي للعدالة والمجتمع والتمكين كنموذج يحتذى به للسلام. كانت زميلة زائرة في مركز المرأة والسلام والأمن في كلية لندن للاقتصاد.
كتبت كاكر العديد من مقالات الرأي لمنشورات مختلفة بما في ذلك (اوبن ديموكراسي)، تومسون رويترز مؤسسة إخبارية، وواشنطن بوست.  وهي كبيرة المستشارين الاستراتيجيين لموارد التوفيق. 